# Robert Conley
Robert Levar Conley (Decatur, 30 aprile 1977) è un ex cestista statunitense.

## Palmarès
- Coppa di Francia: 1

ASVEL: 2007-2008